# Xã East Hempfield, Quận Lancaster, Pennsylvania
Xã East Hempfield (tiếng Anh: East Hempfield Township) là một xã thuộc quận Lancaster, tiểu bang Pennsylvania, Hoa Kỳ. Năm 2010, dân số của xã này là 23.522 người.